# Stiglers Gesetz
Stiglers Gesetz, oder auch Stiglers Gesetz der Namensgebung, ist ein empirisches Gesetz, das vom US-amerikanischen Statistik-Professor Stephen Stigler formuliert wurde. Es besagt, dass keine wissenschaftliche Entdeckung nach ihrem Entdecker benannt ist. Stigler benennt das Gesetz nach sich selbst, um deutlich zu machen, dass nicht er es ist, der es entdeckt hat. Stattdessen verweist er auf Robert Merton, der ähnliches im Matthäus-Effekt postuliert hat.
Es gibt tatsächlich eine überwältigende Fülle von Namensgebungen in der Wissenschaft, die nicht den Namen des eigentlichen Entdeckers tragen. Die Ursachen für diese Falschbenennungen liegen darin, dass kaum ein Entdecker seine Entdeckung selbst benennt, sondern dies meist von nachfolgenden Forschern erfolgt. Weiter ist bekannt, dass berühmte Wissenschaftler viel eher zitiert werden als unbekannte, letztere daher mit größerer Wahrscheinlichkeit bei der Namensgebung unter den Tisch fallen.

## Beispiele
- Die Gaußverteilung ist nicht von Carl Friedrich Gauß das erste Mal beschrieben worden, sondern von Abraham de Moivre.
- Die Regel von de L’Hospital stammt von Johann I Bernoulli.
- Die Fibonaccifolge wurde von indischen Mathematikern entdeckt.
- Der Halleysche Komet wurde nicht von Edmund Halley entdeckt, sondern war schon früher bekannt.
- Der Satz des Pythagoras war schon lange vor Pythagoras von Samos in Babylon und Indien bekannt.
- Das Asperger-Syndrom wurde nicht zuerst von Hans Asperger, sondern bereits 1926 von der russischen Ärztin Grunja Jefimowna Sucharewa entdeckt.
- Die Corioliskraft wurde nicht erst 1835 von Gaspard Gustave de Coriolis hergeleitet. Eine erste Erwähnung einer ablenkenden Kraft auf bewegte Körper in rotierenden Bezugssystemen (ohne mathematische Herleitung) bereits im Jahre 1651 wird Giovanni Battista Riccioli zugeschrieben.[2] Als andere Erstentdecker werden genannt: Pierre-Simon Laplace, der 1776 die Corioliskraft in seiner Theorie der Gezeiten berücksichtigte, sowie Colin Maclaurin und Leonhard Euler.
- Die Wheatstonesche Messbrücke wurde von Samuel Hunter Christie erfunden.
- Das Gleichnis von Buridans Esel wurde von al-Ghazālī erstmals diskutiert. Johannes Buridan griff die zugrundeliegende philosophische Idee auf, ohne dabei jedoch das Bild eines Esels vor zwei Heuhaufen zu verwenden, welches der Namensgebung zugrunde liegt.